# Pedro Browne
Pedro Pablo Browne Urrejola (Santiago, 29 de junio de 1972) es un ingeniero civil y político chileno independiente. Se desempeñó como diputado de la República en representación del antiguo distrito n° 28, de la Región Metropolitana de Santiago durante dos periodos consecutivos, desde 2010 hasta 2018.

## Biografía

### Familia
Nació el 29 de junio de 1972, en Santiago, hijo de Pedro Browne Covarrubias (descendiente del político Álvaro Covarrubias Ortúzar) y de Teresa Urrejola Monckeberg. Es hermano de la exgobernadora de la provincia de Biobío, María Teresa Browne.
Está casado con la fotógrafa Macarena Bezanilla Montes, quien fuera concejala de la comuna de Vitacura durante 2012 y 2021. Con su matrimonio es padre de cuatro hijos: Pedro, José, Ema y Samuel.

### Estudios y vida laboral
Realizó sus estudios básicos y secundarios en el Colegio del Verbo Divino, entre 1977 y 1985, y Colegio Apoquindo, entre 1986 y 1990. Al año siguiente, ingresó a la Pontificia Universidad Católica de Chile (PUC) desde donde egresó en 1997 como ingeniero civil.
En el ámbito laboral, desarrolló su carrera en la Inmobiliaria y Constructora Brotec como ingeniero de obras (entre 1997 y 2001), gerente inmobiliario (entre 2002 a 2005), y gerente general (entre 2006 y 2009). Entre los años 2008 y 2009, fue director de la Asociación de Desarrolladores Inmobiliarios.

## Vida política

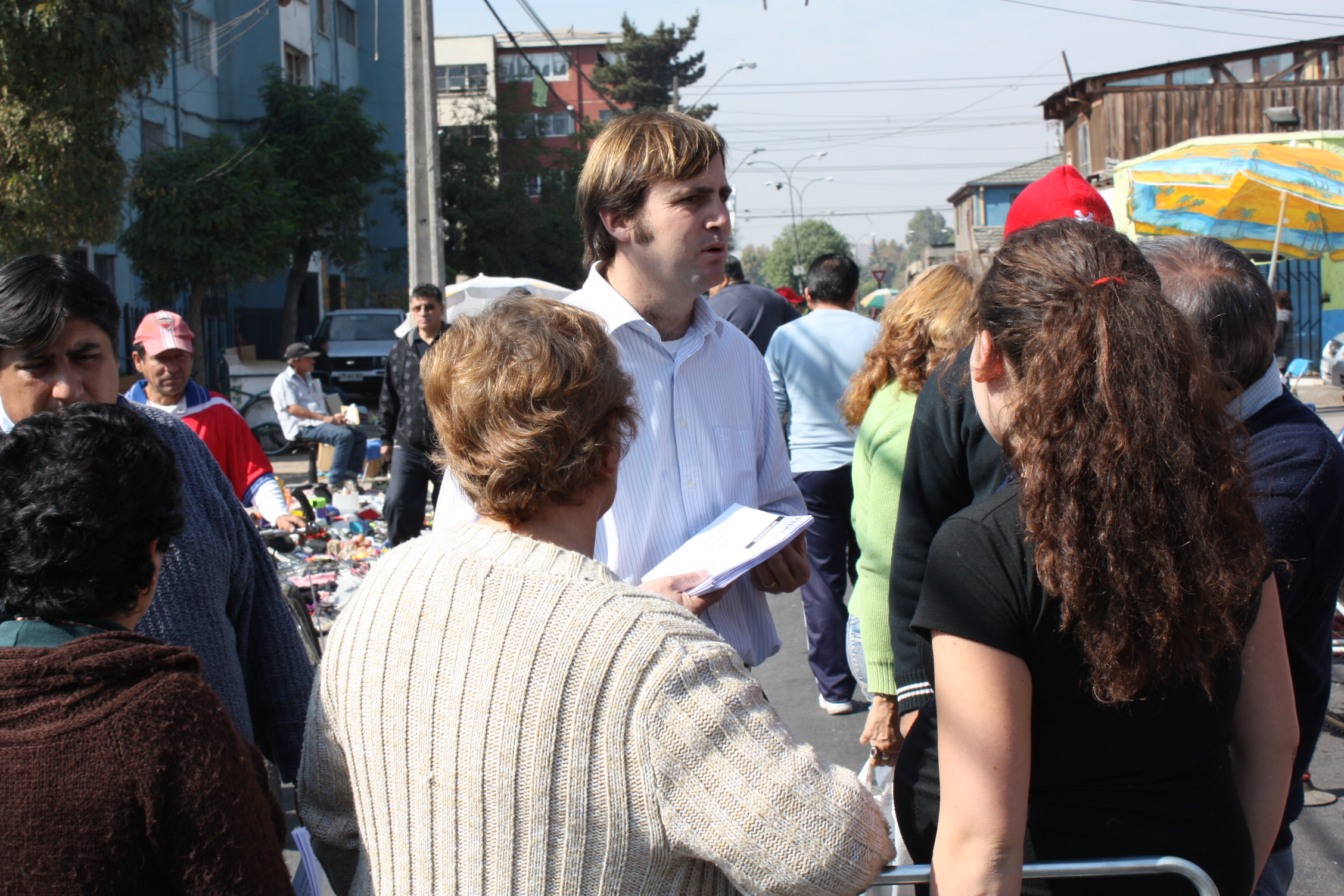
Pedro Browne en diálogo en terreno con vecinos en ferias libres.

En el ámbito político en 2008 ingresó a Renovación Nacional (RN), incorporándose en 2010 a la mesa directiva de su partido como vicepresidente, durante la presidencia de Carlos Larraín.
Para las elecciones parlamentarias de 2009 fue nominado como candidato a diputado, siendo elegido en representación del entonces distrito n° 28, compuesto por las comunas de Lo Espejo, Pedro Aguirre Cerda y San Miguel, integrando el LIII Periodo Legislativo (2010-2014). Formó parte de las comisiones permanentes de Seguridad Ciudadana y Drogas; de Superación de Pobreza, Planificación y Desarrollo Social; de Vivienda y Desarrollo Urbano, junto con la Comisión Especial de Deportes. También fue parte del Comité parlamentario de RN.
En las elecciones parlamentarias de 2013 fue reelecto como diputado por el mismo distrito n.º 28, en la Región Metropolitana, por el periodo 2014-2018. En ese periodo integró las Comisiones Permanentes de Deportes y Recreación; Vivienda, Desarrollo Urbano y Bienes Nacionales; y Defensa Nacional.
El 7 de enero renunció a Renovación Nacional y junto a los diputados Karla Rubilar y Joaquín Godoy Ibáñez anunció la creación del movimiento político Amplitud. En marzo de 2015 fue elegido como secretario general de dicha colectividad con un 80,9% de los votos. Sin embargo, a fines de 2016 renunció a su puesto en la directiva y comunicó que buscaría la reelección como diputado en las comicios del año siguiente.
El 9 de junio de 2017, y tras varios meses alejado del partido, decidió renunciar a Amplitud para apoyar la precandidatura presidencial del independiente Sebastián Piñera.
Luego de dos años de independencia política, en 2019 se integró al partido de centroderecha Evolución Política. Sin embargo —al igual que la vez pasada— el 4 de junio de 2021, decidió renunciar al partido para apoyar al candidato independiente Sebastián Sichel, en las primarias presidenciales de Chile Vamos y no a Ignacio Briones, el candidato oficial de Evolución Política.

## Historial electoral

### Elecciones parlamentarias de 2009
- Elecciones parlamentarias de 2009, candidato a diputado por el distrito 28 (Lo Espejo, Pedro Aguirre Cerda y San Miguel) [7]

### Elecciones parlamentarias de 2013
- Elecciones parlamentarias de 2013, candidato a diputado por el distrito 28 (Lo Espejo, Pedro Aguirre Cerda y San Miguel) [8]